# Тулюлюк-Кушнір Лариса Володимирівна
Тулюлюк-Кушнір Лариса Володимирівна (16 жовтня 1963 року, с. Нова Слобода Сокирянський район Чернівецька область) — українська поетеса.

## Біографія
Лариса Тулюлюк-Кушнір народилася 16 жовтня 1963 року в селі Нова Слобода Сокирянського району Чернівецької області Україна. Закінчила відділення агрономії Ришканського радгоспу-технікуму (Молдова). Нині живе у місті Сокиряни Чернівецької області.

## Творчі набутки
Значне місце в творчості Лариси Тулюлюк-Кушнір займають теми духовності, християнської моралі, любові до рідного краю, до матері-Вкраїни, до її людей. Поезії друкувалися у сокирянській газеті «Дністрові зорі», журналі «Німчич». У чернівецькому видавництві «Прут» вийшла друком поетична збірка «Поезії народженні з любові…» (2006).
- Вже тринадцятий рочок минає; До тебе йду; Сусідка [у журналі «Німчич» (м. Вижниця)].
- Дитя Чорнобиля…; О, краю мій, моя ти Буковино; Тебе я всім серцем люблю; Україночка моя; Тож прощай, любов моя; Родина; Я тебе люблю [у тижневику «Дністрові зорі» (м. Сокиряни)].